# Graham Parker
Graham Parker, född 18 november 1950 i London, England, är en brittisk musiker och låtskrivare. Han var 1975–1980 frontfigur i rockgruppen Graham Parker & the Rumour och har efter det varit soloartist. Hans musik brukar klassas som pubrock inspirerad av soul, Van Morrison och The Rolling Stones.
Parker började sin musikaliska bana i 1960-talets London och var med i olika band samtidigt som han  försörjde sig med vanliga låginkomstjobb. 1975 spelade han in sin första demo för det då nya skivbolaget Stiff Records och gav ut sitt debutalbum med The Rumour 1976. Han fick 1977 två adekvata listframgångar med EP:n The Pink Parker och singeln "Don't Ask Me Questions" vilken är en av hans kändare låtar. Parker ville nå framgång i USA, men var missnöjd med Mercury Records, som var hans skivbolag där, marknadsföring av sina skivor. Det ledde till att han skrev låten "Mercury Poisoning" som kom ut som b-sida på singel. 
1979 släppte Parker albumet Squeezing Out Sparks som ofta omtalats som hans bästa skiva. På skivan hade The Rumours tidigare prominenta blåssektion försvunnit och influenser från new wave-musik kan höras. 1980 upplöstes The Rumour och Parker släppte sitt första soloalbum 1982, men musiker ur gruppen fortsatte att vid olika tillfällen spela med Parker på hans soloskivor. Under 1990-talet och 2000-talet har han uppträtt live och släppt nya studioalbum, men inte nått de kommersiella framgångar han hade under slutet av 1970-talet. 2012 släppte Parker det första albumet med The Rumour sedan 1980, Three Chords Good. 2015 följde ytterligare ett album av den återförenade gruppen, Mystery Glue.

## Diskografi
Album
- 1976 – Howlin' Wind
- 1976 – Heat Treatment
- 1977 – Stick to Me
- 1978 – The Parkerilla
- 1979 – Squeezing Out Sparks
- 1980 – The Up Escalator
- 1982 – Another Grey Area
- 1983 – The Real Macaw
- 1985 – Steady Nerves
- 1988 – The Mona Lisa's Sister
- 1989 – Human Soul
- 1991 – Struck by Lightning
- 1996 – Acid Bubblegum
- 2001 – Deepcut to Nowhere
- 2007 – Don't Tell Columbus
- 2010 – Imaginary Television
- 2012 – Three Chords Good
- 2015 – Mystery Glue